# 14. jurišni polk (Wehrmacht)
Za druge 14. polke glej 14. polk.
14. jurišni polk (izvirno nemško Sturm-Regiment 14) je bil jurišni polk v sestavi redne nemške kopenske vojske med drugo svetovno vojno.

## Zgodovina
Polk je bil ustanovljen 1. januarja 1943 z reorganizacijo 14. grenadirskega polka in dodeljen 78. jurišni diviziji.
Junija 1944 je bil v sestavi armadne skupine Sredina uničen v bojih; iz ostankov in dopolnitev so ustanovili novi 14. grenadirski polk.
27. julija 1944 so ponovno reorganizirali polk v jurišnega in ga dodelili 78. ljudskojurišni diviziji.